# Pierre Henri Philibert
Pierre Henri Philibert (Saint-Denis de La Réunion, 24 janvier 1774 - Paris, 31 octobre 1824) est un navigateur français.

## Biographie
Officier de marine, il est chargé d'accompagner en 1811 le gouverneur Jean Guillaume Janssens qui doit succéder à Herman Willem Daendels, à Java. Il commande alors la Sapho qui est escortée par la Méduse et la Nymphe. En déjouant la surveillance des escadres britanniques, il revient en Europe en décembre 1811 avec Daendels. 
Nommé capitaine de vaisseau en 1815, il participe à la reprise de possession de l'Inde française et, en 1818 est mis à la tête d'une expédition en Asie devant transporter des coolies chinois en Guyane et dans les Antilles pour remplacer la main d’œuvre des colonies à la suite de la suppression de l'esclavage. 
Il commande alors la flûte Normande, et une gabarre, la Durance, et atteint le sud de l'Australie d'où il gagne Sumbawa dans les Indes néerlandaises puis Java le 10 septembre 1819 où il ne parvient pas à trouver un nombre suffisant de Chinois. Il part alors aux Philippines mais le gouverneur lui refuse le recrutement des coolies (octobre-décembre 1819). 
Finalement, Philibert ne repart qu'avec une trentaine de Chinois et Malais mais beaucoup meurent durant le voyage de retour. C'est un échec total. De ce voyage, seule peut être retenue l’introduction à La Réunion de la vanille que Philibert avait recueillie en Guyane. 
En 1821, Philibert propose au ministère de la Marine un voyage d'exploration scientifique dans le Pacifique en complément de celui de Louis Claude de Saulces de Freycinet qui vient de rentrer (novembre 1820). Son projet est de visiter l'Australie occidentale, la Nouvelle-Guinée, la Louisiade, les îles Salomon et tous les archipels de la Mélanésie. Il fixe son départ à mai 1821 et prévoit son retour pour avril 1824. Le ministre de la marine, Pierre-Barthélémy Portal d'Albarèdes, refuse finalement le projet et lui préfère celui de Louis Isidore Duperrey beaucoup moins coûteux. 
Fait officier de la Légion d'honneur le 28 avril 1821, sa mort, le 31 octobre 1824 à Paris, n'a jamais été explicitée.